# Empis affinis
Empis affinis är en tvåvingeart som beskrevs av Johann Egger 1860.
Empis affinis ingår i släktet Empis och familjen dansflugor. Inga underarter finns listade i Catalogue of Life.